# Gmina Qeqertalik
Gmina Qeqertalik (gren. Kommune Qeqertalik) – jednostka podziału administracyjnego Grenlandii z siedzibą w Aasiaat. Leży w zachodniej części wyspy. Od północy graniczy z gminą Avannaata, od wschodu z gminą Sermersooq, a od południa z gminą Qeqqata. Od 2021 roku burmistrzem gminy jest Ane Hansen z partii Wspólnota Ludzka.
Gmina powstała 1 stycznia 2018 po podziale gminy Qaasuitsup. W pozostałej, północnej części dawnej gminy utworzono gminę Avannaata.

## Podział administracyjny
Gmina Qeqertalik jest podzielona na cztery dystrykty:
- Aasiaat ⇒ (Aasiaat, Akunnaaq, Kitsissuarsuit)
- Qasigiannguit ⇒ (Qasigiannguit, Ikamiut)
- Qeqertarsuaq ⇒ (Qeqertarsuaq, Kangerluk)
- Kangaatsiaq ⇒ (Kangaatsiaq, Attu, Iginniarfik, Niaqornaarsuk, Ikerasaarsuk)

## Demografia
Według stanu na 1 stycznia 2023, liczba ludności gminy Qeqertalik wynosi 6 082 – jest najmnniejszą gminą Grenlandii.
| Rok  | Mężczyźni | Kobiety | Łącznie |
| ---- | --------- | ------- | ------- |
| 2018 | 3 397     | 3 136   | 6 533   |
| 2019 | 3 435     | 3 152   | 6 587   |
| 2020 | 3 314     | 3 026   | 6 340   |
| 2021 | 3 295     | 3 017   | 6 312   |
| 2022 | 3 268     | 2 912   | 6 180   |
| 2023 | 3 246     | 2 836   | 6 082   |